# 何巧嬋

何巧嬋校長於1990年代香港移民潮時的一本兒童文學作品封面，用於安撫小朋友面對移民的不安。

何巧嬋，香港兒童文學作家，曾先後香海正覺蓮社佛教普光學校校長及香港教育大學講師。

## 簡歷
何巧嬋 
香港教育大學榮譽院士
早年畢業於香港柏立基教育學院，曾移民澳洲，於澳洲悉尼科技大學(UTS)取得文學士(特殊教育)，及後再於麥覺理大學(Macquarie University)取得教育碩士。
專注於兒童教育及文學創作，已出版的作品超過180本。
何巧嬋近年的主要作品包括 ：《圓轆轆手記》、《彩虹系列》、《單手拍掌》、《木棉樹和吱喳》、《貓咪種魚》、《選舉蟹國王》、《遇上快樂的自己》、《育兒可以這樣好玩》、《學好中文》、《遇上快樂的自己》、《養一個小颱風》(香港兒童文學名家精選)、《兩個半家》、《兩隻看月亮的貓貓》、《明天，回家了》、《七件離家的寶貝》，《閱讀闖三關系列》及 《媽媽，有你真好！》《爸爸, 我是你的小寶貝!》、《弟弟，我要送給你……》、《爺爺總是不一樣》、《嘻哈鳥系列》、《點點故鄉情系列》等。其中《點點故鄉情系列》一套四本：《神奇的虎頭鞋》、《婆婆密語》、《獨一無二的百家被》及《廚房有隻東北虎》榮獲2023年香港出版雙年獎。
近年與聽覺言語治療師方嘉慧一起創立了YouTube 頻道：
《兩個女人一條橋》
推廣正向教育及生活智慧。

## 外部連結
- 何巧嬋部份著作列表 （页面存档备份，存于）